# Napoleón Dihmes
Napoleón Dihmes Pablos (* 12. November 1928 in La Romana; † 28. Februar 2006 in Miami) war ein dominikanischer Opernsänger (Tenor).

## Leben
Dihmes hatte ersten Unterricht bei Emilio Sánchez Martínez, bevor er ab 1950 Schüler von Dora Martén an der Academia de Canto von La Voz Dominicana war. 1951 debütierte er bei der von der Dirección General de Bellas Artes im Teatro Olimpia veranstalteten Noche de Ópera in Partien aus Verdis Rigoletto, Aida und La traviata.
In den Folgejahren trat er mit dem Orquesta Sinfónica Nacional unter Leitung von Ricardo Caggiano und Manuel Simó auf. 1956 trat er in einer Fernsehproduktion der Oper Cavalleria rusticana unter Leitung von José Dolores Cerón als Turiddo neben Violeta Stephen und Tony Curiel auf.
Daneben war er ein erfolgreicher Interpret von Unterhaltungsmusik. Er hatte Live-, Rundfunk- und Fernsehauftritte in seinem Heimatland, den USA, Kuba, Chile, Argentinien, Uruguay, Brasilien, Venezuela, Kolumbien und vielen europäischen Staaten. Von 1960 bis Mitte der 1970er Jahre leitete er in der Dominikanischen Republik die eigene Fernsehshow El show de Napoleón Dihmes, bei der er sein Repertoire vom Bolero bis zur Opernarie vorstellte.